# L'Enterprise del passat
"L'Enterprise del passat" (títol original en anglès "Yesterday's Enterprise") és el quinzè episodi de la tercera temporada de la sèrie de televisió de ciència-ficció estatunidenca Star Trek: La nova generació, i el 63è de tota la sèrie, que es va emetre originalment el 19 de febrer de 1990, en redifusió als Estats Units. Fou dirigit per David Carson.
Ambientada al segle XXIV, la sèrie segueix les aventures de la tripulació de la nau de la Flota Estel·lar de la Federació Enterprise-D sota el comandament del capità Jean-Luc Picard. En aquest episodi, la tripulació de la nau ha de decidir si envia l'Enterprise-C a viatjar en el temps a través d'una fractura temporal fins a la seva destrucció certa, per evitar canvis perjudicials a la seva línia temporal.
La trama de "L'Enterprise del passat" es va basar en la fusió de dues idees històriques: una presentava la tripulació de l' "Enterprise"-C que viatjava en el temps i l'altra el retorn de Denise Crosby, el personatge de la qual Tasha Yar havia estat assassinat a la primera temporada de la sèrie. Trent Christopher Ganino i Eric A. Stillwell van reescriure la història combinada per presentar el personatge de Guinan de manera més destacada. Per completar l'episodi a temps per a escombrar, el guió final va ser acabat per un equip de cinc guionistes.
El rodatge de l'episodi va durar una setmana, amb alguns elements del guió finalment no inclosos per limitacions de temps. En redifusió, "L'Enterprise del passat" va superar la majoria dels episodis de la tercera temporada amb una puntuació de Nielsen de 13,1, el tercer nombre més alt de la sèrie en aquell moment. L'episodi és citat com el favorit pels membres de la tripulació i els crítics, i és àmpliament considerat com un dels millors episodis de la sèrie.

## Argument
La nau estel·lar USS Enterprise (NCC-1701-D) troba una fractura a l'espaitemps. Apareix el paralitzat USS Enterprise-C, una nau que es creu destruïda més de dues dècades abans. L' Enterprise-D experimenta un canvi radical respecte a la seva línia de temps anterior: ara és una nau de guerra, i la Federació Unida de Planetes està en guerra amb els klíngons. Ni Worf ni la consellera Troi hi estan presents, i Tasha Yar, assassinada anys abans a la línia de temps original, dirigeix l'estació tàctica. Només Guinan sent que la realitat ha canviat i es troba amb el capità Picard. Ella suggereix que l' Enterprise-C ha de tornar al passat. Picard, sabent que aquesta seria una missió suïcida, es nega a donar aquesta ordre basant-se només en la intuïció de Guinan.
La capità Rachel Garrett de l' Enterprise-C i la seva tripulació s'assabenten que han viatjat al futur. Garrett explica que van respondre a una trucada de socors d'un lloc avançat klíngon a Narendra III, i van ser atacats per naus estel·lars romulanes. Mentre la seva tripulació repara l' Enterprise-C, Picard i el seu personal de comandament discuteixen si la nau hauria de tornar al passat. El comandant Riker argumenta que les seves morts no tindrien sentit, però Data suggereix que seria considerat un acte honorable pels klíngons. Picard parla de la situació amb Garrett, revelant-li que la Federació està a punt de ser derrotada i que una nau més no suposarà cap diferència, però si l' Enterprise-C torna al passat, podrien evitar que comenci la guerra. Garrett accepta i li diu a la seva tripulació que tornaran per l'anomalia. Les dues naus són emboscades per una Au de Presa klíngon; Garrett és assassinada i el seu timoner, Richard Castillo, pren el comandament.
Durant els esforços de reparació, Yar s'acosta a Castillo, però està nerviosa per les interaccions tenses amb Guinan. Guinan revela que sap que Yar mor d'una mort sense sentit a l'altra línia de temps. Yar sol·licita un trasllat a l' Enterprise-C. Mentre l' Enterprise-C es prepara per tornar a través de l'anomalia, tres creuers de batalla klíngon ataquen. Amb l'anomalia tornant-se inestable, Picard ordena a l' Enterprise-D que cobreixi la retirada de l' Enterprise-C. L’Enterprise-D pateix danys massius al sistema i pèrdues importants de la tripulació, inclosa la mort del comandant Riker. Amb l' Enterprise-D a la vora de la destrucció, l' Enterprise-C travessa l'anomalia, provocant el retorn de la línia de temps anterior de l' Enterprise-D. Guinan, l'única subtilment conscient del que ha passat, li demana a Geordi La Forge que li parli de Yar.

## Repartiment i doblatge al català
La sèrie va ser doblada al català pels estudis Tramontana (primera part) i Soundtrack (segona part) i emesa a TV3 l’any 1991. Els dobladors de l'episodi foren:
| Personatge              | Actor/actriu         | Veu en català            |
| ----------------------- | -------------------- | ------------------------ |
| Jean-Luc Picard         | Patrick Stewart      | Joan Crosas              |
| William Riker           | Jonathan Frakes      | Antoni Forteza           |
| Data                    | Brent Spinner        | Joaquim Sota             |
| Geordi La Forge         | LeVar Burton         | Aleix Estadella          |
| Worf                    | Michael Dorn         | Enric Arquimbau          |
| Beverly Crusher         | Gates McFadden       | Aurora Garcia            |
| Deanna Troi             | Marina Sirtis        | Victòria Pagès           |
| Wesley Crusher          | Will Wheaton         | Roger Pera               |
| Tasha Yar               | Denise Crosby        | Teresa Manresa           |
| Guinan                  | Whoopi Goldberg      | Montserrat Garcia Sagués |
| Capità Rachel Garrett   | Tricia O'Neil        | Maifé Gil                |
| Tinent Richard Castillo | Christopher McDonald | Joan Pera                |

## Producció

### Desenvolupament
Al començament de la tercera temporada de Star Trek: La nova generació, Michael Piller es va convertir en l'escriptor principal de la sèrie. Entre els canvis que va implementar va ser l'obertura del procés d'enviament de la història a escriptors no professionals i no representats. Malgrat la resistència de Paramount Television al canvi, La nova generació es va convertir en el primer programa produït a Hollywood que permetia a aquests escriptors enviar els seus guions. L'estudi va rebre més de 5.000 guions en un any.
Entre els guions enviats per autònoms o aspirants a escriptors n'hi havia un de Trent Christopher Ganino. El guió especulatiu de Ganino, presentat a l'oficina del soci de preproducció Eric A. Stillwell l'abril de 1989, es titulava "L'Enterprise del passat". La història va implicar l' "Enterprise"-D a una crisi al sector golecià i una trobada amb l' Enterprise-C, que havia estat destruïda 18 anys abans. La tripulació de l 'Enterprise-C està sorpresa per la nova tecnologia de la nau, i Picard s'enfronta a si ha de revelar als seus hostes el seu destí final. Un alferes de l’ Enterprise-C descobreix accidentalment el destí de la seva nau i s'espanta, i exigeix que Worf i Riker el capturin després d'intentar escapar. Quan les naus de guerra golecianes ataquen, Picard defensa l' Enterprise-C utilitzant la mateixa maniobra que va provocar la destrucció de la nau en el passat. L'alferes torna a la seva nau, que torna al passat i la seva destrucció segura.
A causa de l'endarreriment dels guions, el processament dels esborranys podria trigar des de setmanes fins a un any. El guió de Ganino va ser "registrat" el 2 de maig i llegit per primera vegada més tard aquell mes per Richard Manning, un coproductor del personal de redacció. Manning va comentar que l'esborrany no era "horrible, no especialment original, però bo en llocs, pèssim en altres". Aquesta ressenya va ser suficient per mantenir el guió en circulació.
L'editora executiva de la història, Melinda Snodgrass, va llegir el guió especulatiu de Ganino per a "L'Enterprise del passat" al juny i va adjuntar una nota post-it declarant la història com una "idea interessant". A l'agost es va escriure una "cobertura" del guió, que descrivia la trama i proporcionava comentaris creatius. Aquesta anàlisi va anomenar el guió com un "bon esforç d'un escriptor no representat" i va considerar que la caracterització feble del guió i els problemes de la trama es van corregir. La pregunta principal era si els productors volien fer un espectacle amb viatges en el temps.

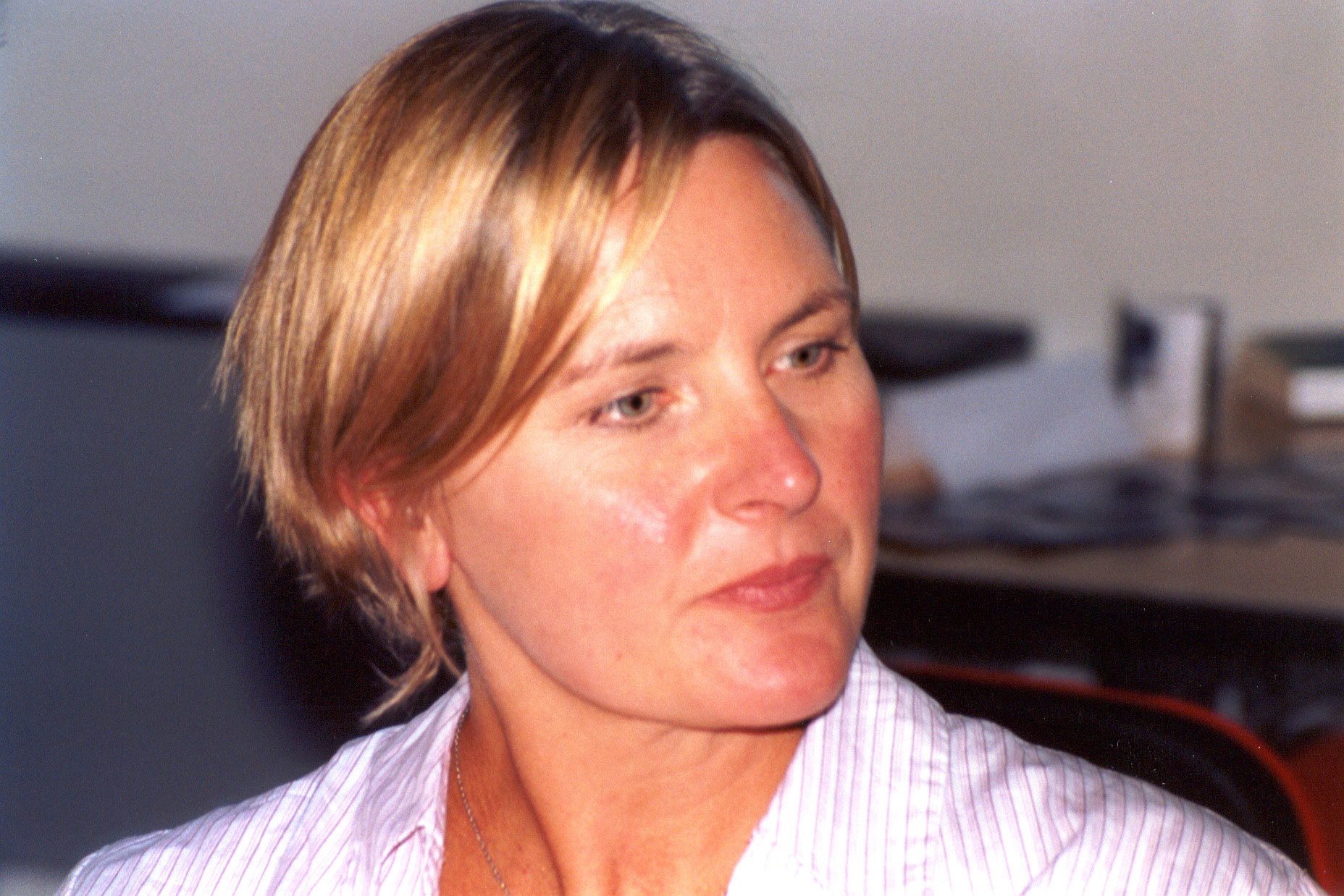
El guió original de Ganino es va reescriure per incloure una aparició com a convidada de Denise Crosby

Ganino i Stillwell es van fer amics i van començar a desenvolupar idees per a altres episodis. Gene Roddenberry havia distribuït una nota que deia que el retorn de Leonard Nimoy com a Spock seria poc probable per consideracions financeres, i va suggerir que una alternativa raonable seria comptar amb Mark Lenard, que va interpretar al pare de Spock, Sarek.  Durant el mateix període, Stillwell va conèixer a Denise Crosby, que va interpretar a Tasha Yar a la primera temporada de la sèrie, en una convenció de fans de 1989 a San Jose. Durant el sopar, Crosby va admetre que trobava a faltar formar part de la sèrie i va suggerir que Stillwell escrigués un guió per recuperar el seu personatge, que va ser assassinat a l'episodi "Pell de diable". Ganino i Stillwell van començar a treballar en idees de guió que implicarien tant a Yar com a Sarek. 
Ganino i Stillwell eren fans particulars de dos episodis de Star Trek series, "Mirall, mirall" i "La ciutat a la frontera del futur", i volia combinar elements d'ells per a un episodi de La nova generació. Tenen una història en què un equip de vulcanians investiga el Guardià del Futur. En el passat, el fundador de la lògica vulcaniana moderna, Surak, és assassinat, provocant canvis massius a la línia de temps. Els romulans i els vulcanians uneixen forces per atacar la Federació, Worf ja no és un membre de la tripulació de l' Enterprise i Tasha Yar segueix viva. Sarek i els vulcanians del Guardià són les úniques persones que no es veuen afectades pel canvi de la línia de temps i, al final, Sarek torna al passat per ocupar el lloc de Surak, restaurant la línia de temps.
Després que Ganino i Stilwell li van presentar el nou guió, Piller va suggerir al productor Rick Berman que es comprés la història, no el guió. En una reunió, Piller va dir a Ganino que volia fer canvis a la història, que incloïa l'addició de Tasha Yar. Tement que el que consideraven una història millor es perdria si es fessin els canvis a "L'Enterprise del passat", Stillwell va parlar amb Piller i va presentar la seva història de Guardià del Futur. Tot i que està intrigat pels elements de la història, Piller va considerar que l'ús del Guardià era un "truc" i volia que La nova generació es mantingués pel seu compte. En lloc d'això, Piller va suggerir que fusionessin les dues històries, amb Stillwell i Ganino compartint el crèdit de l'escriptura. Piller va suggerir que la tripulació de l' Enterprise patiria immediatament una transformació a causa de la presència de l' Enterprise més antiga, i que Guinan seria i que Guinan seria fonamental per adonar-se que alguna cosa estava malament. Ganino i Stillwell van tenir dues setmanes per completar la seva nova història.

### Escriptura
Ganino i Stillwell van completar la seva nova història combinada en aproximadament una setmana. Els escriptors passaven hores cada dia a l'apartament de Stillwell treballant cada detall; es van sentir pressionats per escriure una història que Piller considerés acceptable, ja que volien tenir l'oportunitat d'escriure la teleplay. El tractament de la història es va lliurar el 10 d'octubre. Piller va decidir immediatament comprar la història i va distribuir el tractament al personal de redacció mentre discutia els canvis. Piller va considerar que els sentiments romàntics de Data per Tasha Yar eren exagerats i que una sonda alienígena que va servir com a part central de la història era una trampa per resoldre el dilema de Picard. L'escriptor volia que Ganino i Stillwell milloressin el paper de Guinan i trobessin un altre arc de personatge per a Tasha Yar. El 29 d'octubre es va presentar un tractament revisat, incorporant els canvis de Piller. Els guionistes no van participar en el desenvolupament del teleplay. Van rebre del Sindicat de Guionistes un mínim de $2400.
La producció de l'episodi, programada inicialment per al gener de 1990, es va traslladar al desembre de 1989 per adaptar-se a la disponibilitat de rodatge de Crosby i Whoopi Goldberg, que interpretava a Guinan. La tasca d'escriure i polir el nou tractament en la meitat del temps va recaure en l'escriptor Ronald D. Moore, que va presentar el seu primer esborrany el 9 de novembre. El guió de Moore va eliminar la sonda alienígena i va fer que l'univers alternatiu sigui militarista, amb la Federació i els klíngons en guerra. Alguns personatges, com Troi, només van aparèixer breument a l'inici de l'episodi per permetre més temps de pantalla als personatges convidats. La pausa de l'episodi, que detallava personatges i escenes, es va distribuir el 27 de novembre.
Degut a les limitacions de temps, fou assignat un equip d’escriptors a escriure el teleplay. A més dels crèdits de la història de Ganino i Stillwell, Moore, Ira Steven Behr, Hans Beimler i Richard Manning treballarien en la teleplay, i Piller donaria els tocs finals. Com que el Sindicat de Guionistes no permetria que apareguessin més de tres escriptors en els crèdits (quatre després d'haver concedit una exempció especial), Piller va acceptar no incloure el seu nom als crèdits. El 30 de novembre es va presentar un primer esborrany parcial perquè pogués començar la preproducció de l'episodi. La línia de temps alterada va oferir l'oportunitat de mostrar la tripulació de l' Enterprise amb una llum molt més dramàtica i humana del que seria admissible en un episodi normal. Behr va explicar que, com que s'havia de restaurar la línia de temps original, els escriptors tenien la llibertat d'incloure més acció. "Tot i que era un univers alternatiu, [Moore] i jo ens vam emocionar perquè ens vam adonar que anàvem a matar a tothom a la pantalla", va dir. Michael Okuda i Rick Sternbach van enviar notes tècniques sobre el tipus d'anomalia, súper densa i interfície temporal de cordes com a possibilitat. El 4 de desembre es va completar el primer esborrany de la teleplay i es va celebrar una reunió de preproducció el mateix dia. Donada l'envergadura de la història, diversos departaments van discutir sobre els costos i quins articles es podrien retallar per reduir el pressupost. L'esborrany final es va acabar i es va presentar el 8 de desembre.

### Disseny
L'estudi va decidir augmentar el pressupost de l'episodi, que en aquell moment era estimat per Daily Variety en 1,2 milions de dòlars per episodi. Això va donar més marge de maniobra als departaments de producció. Un dels motius de l'augment va ser que "L'Enterprise del passat" s'emetria durant les escombrades de febrer, un moment important perquè l'estudi atregui qualificacions sòlides. Atès que La nova generació va ser redifós directament per l'estudi, l'actuació de l'episodi afectaria els ingressos publicitaris per al futur.
El guió demanava la creació de l' Enterprise-C. A la primera temporada, l'il·lustrador Andrew Probert, que havia dissenyat l' Enterprise-D, es va interessar en una mostra del llinatge del disseny del nau des de l' Enterprise de James T. Kirk fins a la nau molt més gran de La nova generació, que es va realitzar com un relleu de paret a la sala de conferències darrere del pont de comandament. Com la majoria d'altres, Probert va suposar que l'Enterprise-B era una nau de la classe Excelsior i va raonar que el C compartiria elements de disseny amb el seu predecessor de la classe Excelsior i el seu successor de la classe Galaxy, la nau de Picard. Durant aquest projecte de llinatge, Probert també va produir un petit esbós en color de la seva versió de l' Enterprise-C, però va marxar al final de la temporada i la seva absència va fer que ningú no sabia quin era el dibuix.
Quan Rick Sternbach es va fer càrrec de les funcions de Probert, creia que l'esbós era un concepte rebutjat per a l' Enterprise-D, però el disseny de la nau es va quedar amb ell. Quan es va assabentar del requisit de la nau per a "L'Enterprise del passat", va seguir un procés de pensament similar al de Probert i va construir l'antic esbós. La versió de Probert tenia un casc d'enginyeria molt corbat que recordava a un vaixell de vela, però a Sternbach li preocupava que un disseny amb tantes corbes compostes fos difícil de fabricar en el temps disponible, així que va fer que el casc fos totalment circular. Es va crear i enviar un conjunt de visions ortogràfiques a Greg Jein, que va fabricar el model de rodatge, que va costar més de 10.000 dòlars per produir. El model es va modificar per aparèixer com a diverses naus de la classe Ambassador en episodis posteriors de La nova generació, amb el plat i les góndoles separades per crear una nau més gran.
L'equip de producció va fer diversos passos per diferenciar l'univers alternatiu de l'original. A més de l'absència d'un conseller, es va substituir un "registre militar" per un diari del capità i es va utilitzar una "data de combat" en lloc de data estel·lar. L'ampliació del pressupost va permetre reparar completament el pont, cosa que normalment seria inviable. Els esglaons van substituir les rampes del pont i la cadira del capità es va aixecar i es va fer més semblant a un tron. Les taules més llargues i espartanes també van ser substituïdes per la decoració habitual del saló Ten-Forward. Mentre es va allistar a la tripulació a bord de l’ "Enterprise" més fosc portaven variacions dels uniformes de la temporada 1-2, els oficials sèniors portaven versions lleugerament modificades dels uniformes introduïts a la temporada 3. Els oficials de l' "Enterprise"-C portaven vestits de llargmetratges anteriors de Star Trek a causa de la despesa i la naturalesa de temps de crear més d'una mitja dotzena d'uniformes nous per a l'episodi. La solució del dissenyador de vestuari Robert Blackman per canviar-ne l'aparença va ser treure els colls de coll de sota de les samarretes vermelles, així com els cinturons, tot i que es va mantenir el cinturó posterior.

### Rodatge i càsting
El rodatge va començar el dilluns 11 de desembre de 1989 i va durar set dies. L'episodi va ser dirigit per David Carson, que només havia filmat un altre "La nova generació" de l'episodi abans de "L'Enterprise del passat". Carson va sentir que la seva relativa manca d'experiència ajudava perquè no tenia idees preconcebudes sobre com s'havien de dirigir els episodis. Com que gran part de l'episodi va tenir lloc a l'univers alternatiu més fosc, Carson va voler emfatitzar el peatge que havien tingut dècades de guerra a la tripulació i al pont. "Picard semblava realment cansat i gastat i com un comandant cansat de la batalla, i així volíem que semblés el pont: un pont cansat de la batalla. Vaig pensar en fer-lo el més fort possible amb moltes llums baixes, molts blaus foscos, fent-lo molt més trist", va dir. Per maximitzar l'impacte dels canvis de conjunt físic, Carson va adoptar un enfocament diferent de com feia les preses. "Va ser la meva intenció fer-lo el més semblant possible a un submarí i utilitzar il·luminació d'angle baix; bàsicament, fer-ho tot de la manera oposada a la que normalment es rodava l' "Enterprise". Les càmeres estaven equipades amb lents més llargues de l'habitual per tal de reduir la profunditat de les escenes i proporcionar una sensació més granulosa. L'ús d'angles baixos va obligar a modificar la il·luminació per evitar que l'escena, en paraules de Carson, semblés "com el vestíbul d'un hotel".
S'havien d'omplir dos nous papers, Garrett i Castillo, per a la producció. Els actors seleccionats eren tots dos fans de Star Trek. Christopher McDonald va ser escollit per Castillo. "El que em va impressionar de [McDonald]", recorda Carson, "va ser que no era sols el teu protagonista romàntic; en realitat era un actor molt impressionant". Tricia O'Neil va ser elegida per raons similars; l'actriu no era el tipus de comandant normal de Star Trek. A Carson també lis va agradar treballar amb Crosby i Goldberg. El repartiment principal va gaudir de l'oportunitat d'interpretar els seus personatges de manera diferent. El grau inusual de fricció entre els personatges va causar certa preocupació entre els productors. Berman, per exemple, tenia por que l'episodi estigués avançant massa la línia temporal alternativa.
Ganino i Stillwell van visitar el plató amb freqüència durant el rodatge. Els membres del repartiment principal es van acostar a Stillwell amb preguntes sobre la naturalesa de l'univers alterat, intentant determinar si encara estaven interpretant els mateixos personatges. Goldberg va preguntar a Ganino sobre canviar una peça de diàleg al plató, però com que Ganino no era l'autor del teleplay, es va atorgar a Stillwell, que al seu torn ho va notificar a l'oficina de producció. Quan Berman es va assabentar que Ganino i Stillwell estaven al plató i parlant amb els actors, els va prohibir tornar a posar els peus al plató.
Molts elements planificats no es van filmar mai, a causa de les limitacions de temps de producció. Moore esperava una escena de batalla prolongada en la qual Data seria electrocutat, i Wesley Crusher volaria en una explosió. La producció de l'episodi va acabar el 19 de desembre.

## Llançament i recepció

### Emissió
"L'Enterprise del passat" es va emetre per primera vegada la setmana del 19 de febrer de 1990. Com que La nova generació es va emetre en redifusió, "L'Enterprise del passat" no es va emetre en un dia o franja horària concreta. L'episodi va rebre una puntuació de Nielsen de 13,1 durant el període del 19 de febrer al 4 de març, la tercera puntuació més alta de la sèrie i la més alta de tota la temporada. Tot i que la temporada tenia una mitjana de 9.817.000 llars, "L'Enterprise del passat" fou vist a 12.070.000 llars.

### Recepció crítica
L'episodi va ser ben rebut pels crítics. En una revisió retrospectiva, Zack Handlen de The A.V. Club va elogiar l'episodi per establir ràpidament la premissa i els fonaments, així com per convertir la mort de Tasha Yar en un dels "ritmes emocionals més forts de l'episodi... La determinació de Tasha de morir amb sentit al final de [l'episodi] la transforma d'un pas en fals en una cosa més noble i trista." En canvi, Keith DeCandido de Tor Books va escriure que, tot i que les estrelles convidades eren excel·lents, el retorn de Tasha Yar per a una "mort televisiva" és el principal defecte de l'episodi: "És, en resum, una mort amb guió, i pots veure les cordes de les marionetes", va escriure. El crític de cinema Jordan Hoffman va escriure que l'episodi és "coses pesades i Philip K. Dick-ianes que en realitat requereixen una mica de reflexió per seguir i ... totes les victòries tenen un cost", i que és un episodi favorit dels fans per una bona raó. De la mateixa manera, el crític de Den of Geek James Hunt va elogiar l'episodi per trobar l'aposta humana a la història, elevant-lo per sobre de les històries estàndard de viatges en el temps de ciència-ficció.
El crític Marc Bernardin va descriure l'episodi com "l'experiment de viatge en el temps més intel·ligent" de Star Trek i un dels favorits dels fans. Time Magazine va valorar "L'Enterprise del passat" com un dels deu millors moments de Star Trek, incloses sèries de televisió i pel·lícules fins a aquell moment. Observen el treball de diversos escriptors en aquest episodi, que comenten que "va polir l'episodi en un thriller tens i impredictible amb un complement estimulant de fasers i torpedes de fotons". El Toronto Star va enumerar els episodis de canvi de temps de La nova generació, inclòs "L'Enterprise del passat", com un dels vint millors elements del programa, i Comic Book Resources va classificar l'episodi com el segon millor episodi de viatges en el temps de tot Star Trek. Els fans que van assistir a la convenció del 50è aniversari de Star Trek el 2015 van votar "L'Enterprise del passat" com el cinquè millor episodi de la franquícia. L'episodifou classificat com un dels episodis principals de La nova generació a les llistes d'Entertainment Weekly, The Hollywood Reporter i Nerdist, i com un dels millors episodis de tots els de Star Trek per Empire, IGN i TV Guide. L'episodi és el favorit i la influència de John Logan i Roberto Orci, guionistes de la pel·lícula Star Trek: Nemesis (2002) i del reinici Star Trek (2009), respectivament.
El 2016, SyFy va classificar "L'Enterprise del passat" com la millor trama de viatges en el temps número 1 a Star Trek.

### Llançament en mitjams domèstics
El primer llançament a casa de "L'Enterprise del passat" va ser en vídeocasset VHS, que va aparèixer l'11 de juliol de 1995 als Estats Units i Canadà. "L'Enterprise del passat" també es va incloure com un dels quatre episodis (juntament amb "El bo i millor d'ambdós mons" Parts I i II i "La mesura humana") en una col·lecció de DVD titulada "The Best of Star Trek: The Next Generation".
L'episodi es va incloure en la caixa del DVD de la tercera temporada de Star Trek: La nova generació, llançat als Estats Units el 2 de juliol de 2002. Va ser llançat per primer cop en Blu-ray d'alta definició als Estats Units el 30 d'abril de 2013.